# Comté d'Irion
Le comté d'Irion, en anglais : Irion County, est un comté situé dans le centre-ouest de l'État du Texas aux États-Unis. Fondé le 7 mars 1889, son siège de comté est la ville de Mertzon. Selon le recensement des États-Unis de 2020, sa population est de 1 513 habitants. Le comté a une superficie de 2 725 km2, presque entièrement en surfaces terrestres. Il est nommé en mémoire de Robert Anderson Irion (en), secrétaire d’État du Texas.

## Organisation du comté
Le comté est fondé le 7 mars 1889, à partir des terres du comté de Tom Green. Il est définitivement organisé et rendu autonome, le 16 avril 1889.
Le comté est baptisé en référence à Robert Anderson Irion (en), un médecin, arpenteur et secrétaire d'État du Texas sous la première présidence de Samuel Houston de la république du Texas,,.

## Géographie
Le comté d'Irion se situe au centre-ouest de l'État du Texas, aux États-Unis. Situé au sud-ouest de San Angelo, il est drainé par la rivière Middle Concho et ses affluents. Les sources du plateau d'Edwards alimentent les cours d'eau Dove et Spring.
Il a une superficie totale de 2 725,29 km2, composée de 2 723,53 km2 de terres et de 1,76 km2 de zones aquatiques.

## Comtés adjacents
|                   | Comté de Tom Green |                     |
| Comté de Reagan   | comté d'Irion      | Comté de Tom Green  |
| Comté de Crockett |                    | Comté de Schleicher |

## Axes routiers
Les principales autoroutes du comté sont :
- U.S. Route 67 in Texas (en)
- Texas State Highway 163 (en)

## Démographie
Lors du recensement de 2010, le comté comptait une population de 1 599 habitants. Elle est estimée, en 2017, à 1 516 habitants.

Pyramide des âges du comté d'Irion (Texas) (2000).

| Groupes           | Comté d'Irion | Texas | États-Unis |
| ----------------- | ------------- | ----- | ---------- |
| Blancs            | 91,6          | 70,4  | 72,4       |
| Autres            | 5,0           | 10,6  | 6,4        |
| Métis             | 2,1           | 2,5   | 2,7        |
| Afro-Américains   | 0,7           | 11,9  | 12,6       |
| Amérindiens       | 0,4           | 0,7   | 0,9        |
| Asiatiques        | 0,2           | 3,8   | 4,8        |
| Total             | 100           | 100   | 100        |
|                   |               |       |            |
| Latino-Américains | 25,5          | 37,6  | 16,7       |